# Fujiwara no Tadabumi
Fujiwara no Tadabumi (藤原 忠文?; 873 – 16 luglio 947) è stato un militare giapponese.

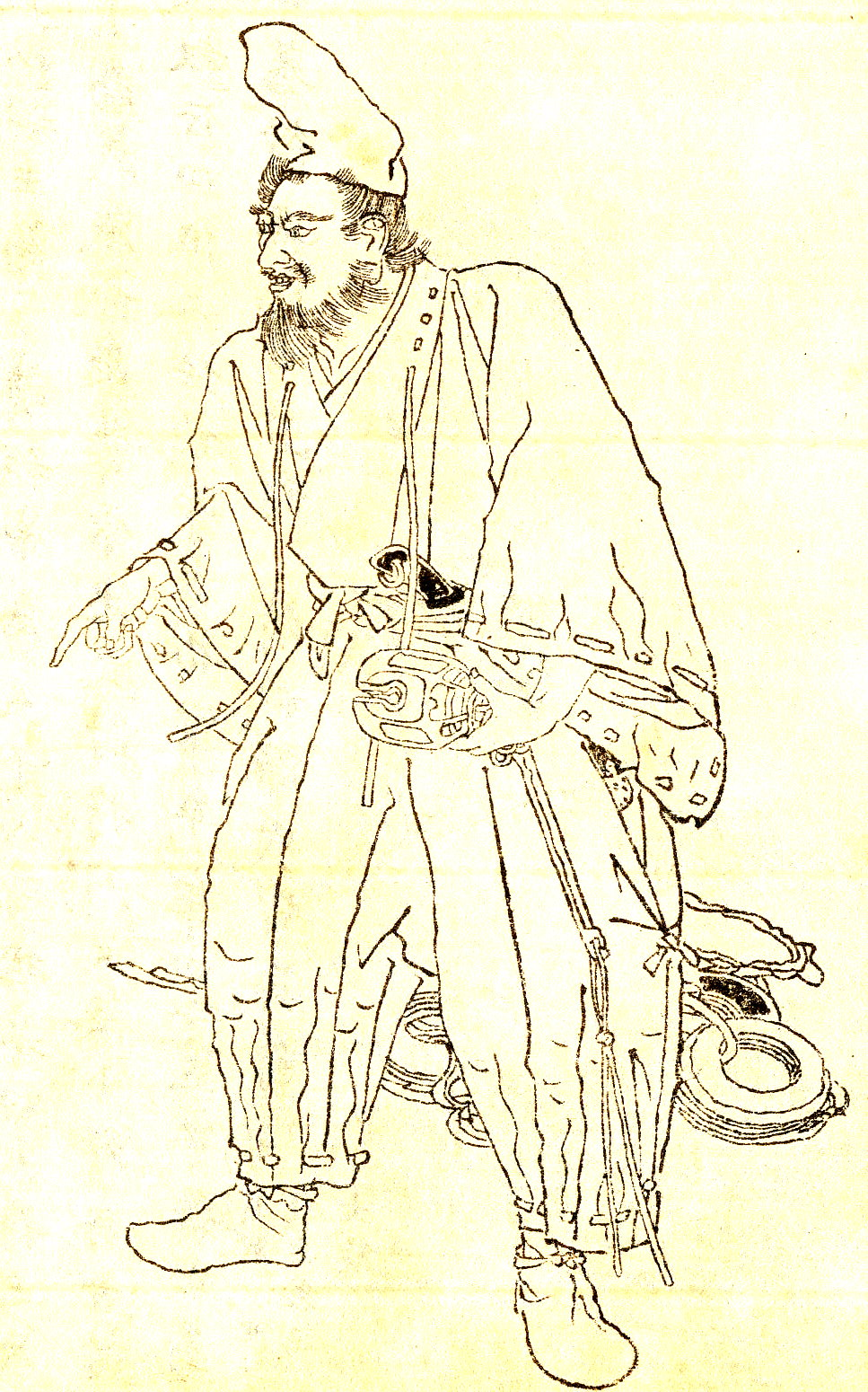
Fujiwara no Tadabumi

Figlio di Fujiwara no Tsuneyoshi e quindi appartenente al nobile clan Fujiwara, fu il quarto generale della storia del Giappone a ricevere il titolo di Seii Taishōgun, concessogli a 67 anni dall'Imperatore Suzaku quando, il 18 gennaio 940, lo nominò capo della spedizione contro il ribelle Taira no Masakado, che dopo aver guadagnato il controllo della provincia di Shimōsa aveva occupato gli uffici della provincia di Hitachi nel tentativo di indebolire suo cugino Sadamori.
Per questa campagna scelse come suoi luogotenenti (fukushōgun) suo fratello minore Tadanobu, Fujiwara no Kunimoto, Taira no Kiyomoto e Minamoto no Tsunemoto.
Pochi giorni prima di ricevere la spada rituale (settō) e dare inizio alla marcia, ricevette notizia che ad ovest Fujiwara no Sumitomo, un ex segretario provinciale di Iyo nell'isola di Shikoku che si era dato alla pirateria, aveva a sua volta attaccato le truppe imperiali aprendo un nuovo fronte; secondo la leggenda popolare i due nobili pianificarono la rivolta insieme, ma è molto improbabile e gli storici propendono per la tesi secondo cui Sumitomo avrebbe solamente colto l'occasione propizia.
Un editto della corte imperiale ordinò alle province che l'armata di Tadabumi avrebbe attraversato di prestargli ulteriori soldati. Taira no Sadamori e Fujiwara no Hidesato, preoccupati di cedere a Tadabumi non solo il credito della vittoria, ma anche le proprie truppe, cominciarono a razziare l'area intorno alla base di Masakado per provocarlo. Quando Masakado ordinò al suo esercito di riunirsi, scoprì che molti suoi vassalli, timorosi del sempre più vasto esercito imperiale in marcia, lo avevano abbandonato; scelse tuttavia di marciare ugualmente in uno scontro aperto, e così morì, trafitto da una freccia.
Privato della ricompensa per la testa di Masakado, che fruttò a Hidesato una promozione a Chinjufu shōgun (鎮守府将軍?) e governatore di Shimotsuke, Tadabumi scelse di condurre il suo esercito in aiuto di Ono no Yoshifuru, che dava la caccia ai pirati di Sumitomo; dopo le vittorie di Yoshifuru in mare, Tadabumi inseguì Sumitomo dall'isola di Kyūshū alla sua nativa Iyo, dove lo uccise.
Gli venne dato il nome postumo Uji no Mibu-Kyō.